# Eduard Hübner

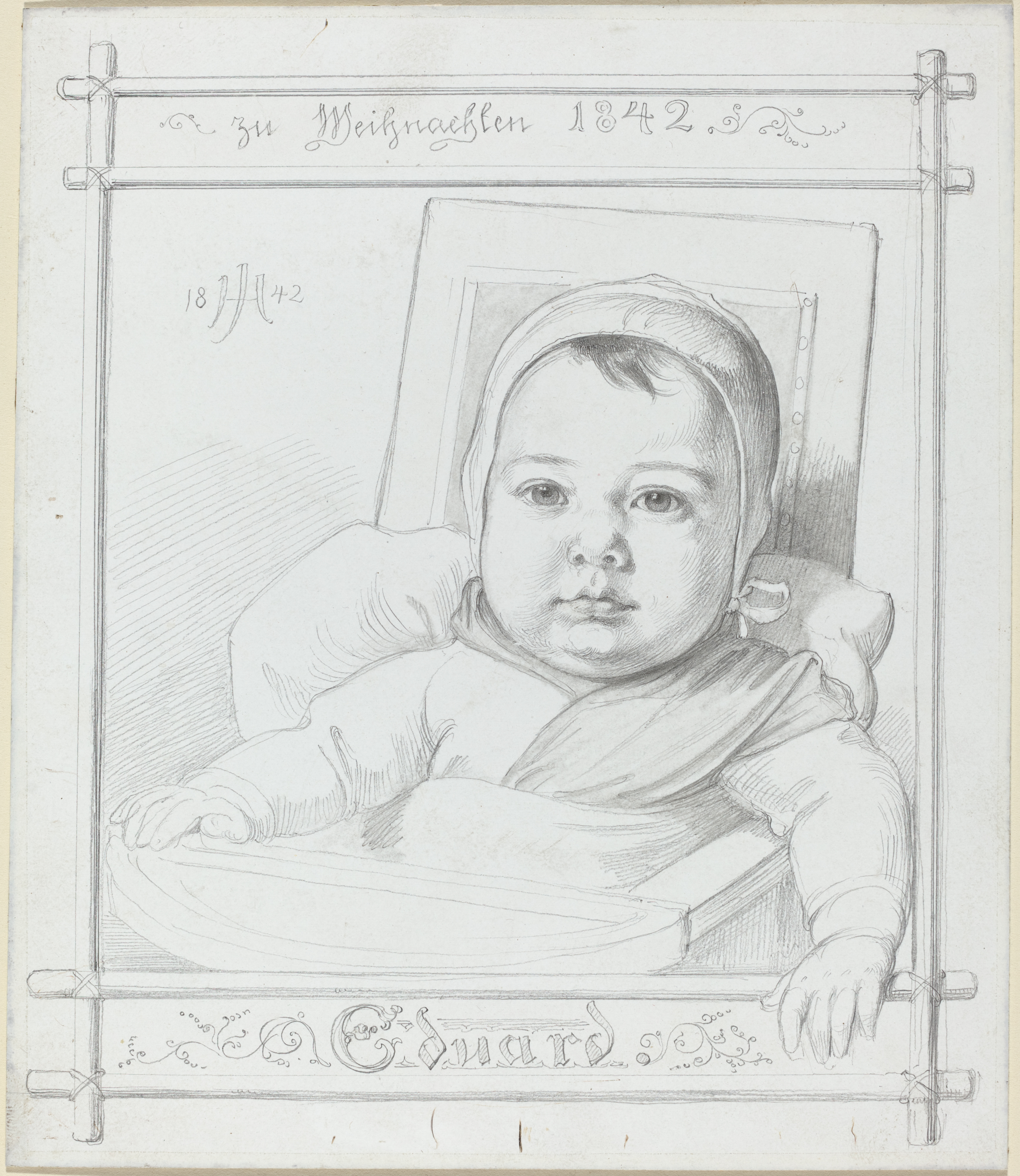
Eduard, Zeichnung von Julius Hübner, Weihnachten 1842, National Gallery of Art, Washington, D.C.

Eduard Hübner (* 27. Mai 1842 in Dresden; † 30. August 1924 in Konstanz) war ein deutscher Genre- und Porträtmaler der Düsseldorfer Schule sowie Bildhauer und Plakatkünstler. Von 1881 bis 1883 unterrichtete er an der Preußischen Akademie der Künste in Berlin.

## Leben

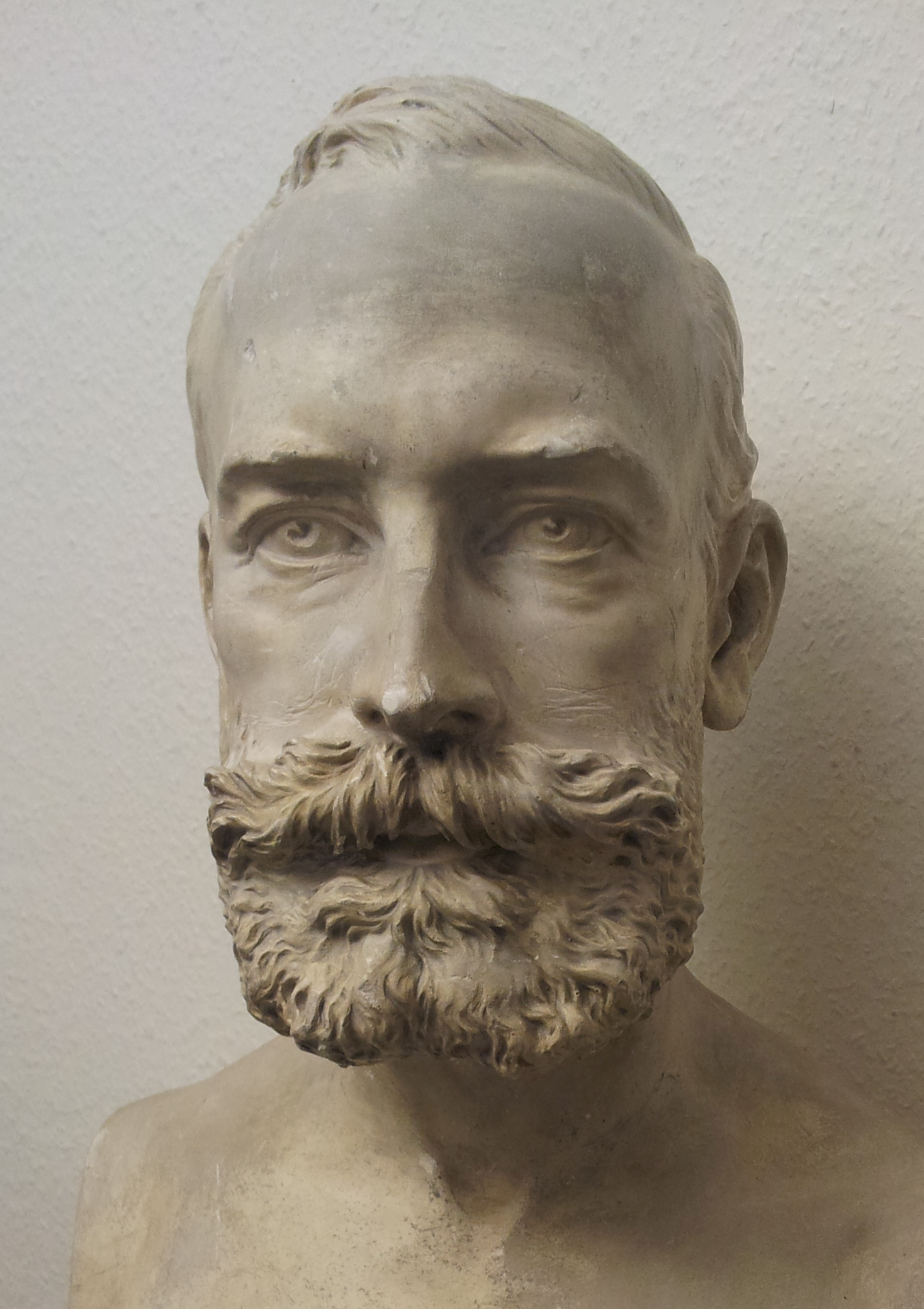
Hans Hübner, Büste, 1886

Hübner war Sohn des Malers, Professors und Galeriedirektors Julius Hübner und dessen Ehefrau Pauline, einer Schwester des Malers Eduard Bendemann. Zu seinen Geschwistern zählten der Altphilologe Emil Hübner und der Chemiker Hans Hübner. Seine Neffen waren die Maler Heinrich und Ulrich Hübner. Seine Cousins waren der Maler Rudolf Bendemann und der Admiral Felix von Bendemann.
Nach dem Vitzthumschen Gymnasium besuchte Hübner für ein Jahr die Kunstakademie Dresden, wo sein Vater lehrte. An der Dresdner Akademie unterrichtete ihn Karl Wilhelm Schurig. 1860 wechselte er nach Düsseldorf, wo er bis 1869 blieb. An der Kunstakademie Düsseldorf studierte er von 1861 bis 1867. Dort nahm er Unterricht bei Karl Ferdinand Sohn (2. Klasse Malschule) und Andreas Müller (Kunstgeschichte), vor allem aber bei seinem Onkel Eduard Bendemann (1. Klasse ausübende Genre- und Historienmaler). In Düsseldorf wurde er Mitglied des Künstlervereins Malkasten. Hübner unternahm mehrere Studienreisen nach Italien, drei Winter verlebte er in Rom. 1869 und 1870 hielt er sich in Paris auf. Später ließ er sich in Berlin nieder, wo er von 1881 bis 1883 an der Akademie der bildenden Künste unterrichtete. In folgenden Jahren lebte er in Dresden, Düsseldorf und Konstanz.
Ab 1867 beschickte er die akademischen Ausstellungen Dresden, ab 1872 die Berlins. Für die Leipziger Oper stellte er 1882 als Nachbildung einen bemalten Bühnenvorhang her. Außer als Maler war er auch als Bildhauer und Plakatkünstler tätig. Zur Ehrung seines 1884 verstorbenen Bruders Hans fertigte er im Jahr 1886 dessen Büste. Ein besonderer Erfolg war ein Plakat, das er für die Dresdner Tabak- und Zigarettenfirma Kosmos schuf.